# Moczowód
Moczowód (łac. ureter) – część układu moczowego. Moczowody to parzyste przewody biegnące z miedniczek nerkowych do pęcherza moczowego.
U człowieka ich długość (odległość między miedniczką a dnem pęcherza) wynosi około 27–30 cm (wyprostowanego do 35 cm), a szerokość 0,5–0,8 cm.
Wyróżnia się część brzuszną (pars abdominalis) i część miedniczną (pars pelvina) moczowodu. Linia podziału biegnie w miejscu przejścia kresy granicznej w linię stawu krzyżowo-biodrowego.
Moczowody mają dobrze rozwiniętą błonę mięśniową i wyścielone są błoną śluzową. Mają trzy przewężenia.

## Funkcja
Zadanie moczowodów to przekazywanie moczu produkowanego w nerkach do zbiornika moczu – pęcherza moczowego.

## Topografia
W odcinku brzusznym do tyłu od moczowodów biegną:
- nerw płciowo-udowy (nervus genitofemoralis),
- tętnica i żyła biodrowa wspólna (arteria et vena iliaca communis).

Do przodu od moczowodu prawego znajdują się:
- część zstępująca i pozioma dwunastnicy,
- naczynia jądrowe lub jajnikowe prawe,
- naczynia okrężnicze prawe,
- krezka jelita cienkiego.

Do przodu od moczowodu lewego znajdują się:
- zgięcie dwunastniczo-czcze,
- naczynia jądrowe lub jajnikowe lewe,
- naczynia okrężnicze lewe,
- krezka okrężnicy esowatej.